# Модні ляльки
Модні ляльки, фешн-ляльки (англ. fashion doll) — ляльки, призначені, в основному, для того, щоб їх одягали відповідно до модних тенденцій (трендів). Вони виготовляються як іграшки для дітей і як предмети колекціонування для дорослих. Ляльки, як правило, створені за моделями дівчаток-підлітків або дорослих жінок, хоча існують дитячі, чоловічі та навіть деякі нелюдські варіанти. Сучасні модні ляльки зазвичай виготовляють з вінілу або іншого пластику.
У 1959 році американською компанією Mattel була випущена лялька Барбі, після чого було створено багато подібних вінілових модних ляльок як дитячих іграшок. Розмір (зріст) Барбі у 29 см установив стандарт, який часто використовують інші виробники. Але, загалом, модні ляльки виготовляються в різних розмірах — від 27 до 91 см.
Дизайнери одягу та шевці використовують модних ляльок як полотно для своєї роботи. Кастомайзери самостійно перефарбовують обличчя, вкорінюють волосся або роблять інші зміни в ляльках. Багато з цих робіт є єдиними у своєму роді і називаються авторськими ляльками. Їхні автори зазвичай не пов'язані з оригінальними виробниками і продають свої роботи колекціонерам.

## ДоXIX століття

### Пандора
Модні ляльки зазвичай використовувалися при дворах у Європі в XVI столітті, щоб показати тактильні якості моди, які неможливо було включити в картини або описати кравцям словами. У листі, датованому 1515 роком і надісланому Федеріко Гонзагою, герцогом Мантуї, від імені короля Франції Франциска I його матері Ізабеллі д'Есте, він просить її просить надіслати модну ляльку до французького двору, щоб копії її стилю могли бути виготовлені для жінок Франції. У дорослому віці Марія, королева Шотландії, володіла ляльками, які називалися «піппени» (pippens), які одягали її кравці. У квітні 1604 року Хелена Снакенборг, маркіза Нортгемптонська, надіслала своїй сестрі Карін Бонд у Швецію ляльку, одягнену за останньою лондонською модою.
Подібні модні ляльки, можливо, використовувалися ще в XIV столітті, а з 1642 року відомі як «Пандора». У трактаті про колекціонування, надрукованому 1565 року, Самуель Квікеберг зазначив, що принцеси та королеви посилали одна одній ляльки з деталями іноземного одягу.
У період 1715—1785 років ляльки-Пандори стали більш поширеними, їх виготовляли та використовували швачки, модистки, кравці та торговці одягом, виставляли на вітринах і відправляли за кордон, щоб проілюструвати останні тенденції моди. Одна з перших французьких модельєрів, модистка французької королеви Марії-Антуанетти Роза Бертен, була серед продавців модного одягу, яка використовувала таких ляльок. Ляльки Пандора вийшли з моди наприкінці XVIII-го століття, коли, після виходу видання Cabinet des Modes, стали поширеними ілюстровані модні журнали, і були остаточно заборонені Наполеоном I, який побоювався, що вони можуть використовуватися для таємного листування.
Протягом першої половини XIX-го століття модні ляльки іноді використовувалися для демонстрації клієнтам модного одягу в салонах модисток, швачок і кравців, доки у 1890-х роках модельєр Чарльз Фредерік Ворт не використав живих моделей.

## XIX століття

### Порцелянові ляльки
Найперші порцелянові ляльки французьких компаній були модними ляльками. Вони домінували на ринку приблизно між 1860 і 1890 роками. Таки ляльки були зроблені для зображення дорослих жінок і призначені для дітей із заможних сімей, щоб грати з ними та одягати за сучасною модою. Порцелянові ляльки виготовляли французькі компанії Jumeau, Bru, Gaultier, Rohmer, Simone і Huret, хоча їхні голови часто виготовляли в Німеччині. У паризькому районі Пасаж Шуазель виросла індустрія навколо виготовлення одягу та аксесуарів для ляльок. Порцелянові ляльки-діти з'явилися в середині XIX століття і до кінця 1890-х заполонили ринок.

## XX століттяі сучасність

### Сіссі
Перша американська модна лялька, Сіссі (англ. Cissy, «виніженочка»), була випущена нью-йоркською компанією Madame Alexander Doll Company Беатріс Александер у 1955 році. Сіссі мала виразни груди і носила туфлі на високих підборах.

### Марілу
Аргентинська модна лялька Марілу (ісп. Marilú), виготовлена з композитних матеріалі, була дуже популярна в 1930-1950-х роках. Її створила Алісія Ларґія (ісп. Alicia Larguía), яку надихнула французька лялька Блюетт (фр. Bleuette), доступна читачкам відомого в першій половині XX-го ст. журналу для дівчат «La Semaine de Suzette» (виходив у 1905—1960 рр.). Гра з лялькою Марілу, була, з одного боку, своєрідним передаванням навиків материнства дівчаткам, яких називали ляльковими «мамами», але ляльковий одяг також відігравав важливу роль: реклама заохочувала дівчат змінювати та оновлювати одяг ляльки відповідно до ситуації чи пори року, таким чином бренд Marilú рекламував одяг, який вони виготовляли, щоб супроводжувати іграшку. Крім того, журнали «Billiken» і «Marilú» включали викрійки для дівчаток або когось із їхніх родин для пошиття лялькового гардеробу, а також публікували інструкції та модні поради. Таким чином Марілу можна віднести до покоління модних ляльок, таких як ляльки Gaultier, ляльки Huret або новіші ляльки від Vogue і Barbies.

### Барбі
Лялька Барбі (англ. Barbie) була випущена американською компанією іграшок Mattel у 1959 році, натхненна німецькою лялькою Більд Ліллі (нім. Bild Lilli). Барбі була важливою частиною ринку модних ляльок протягом п'ятдесяти років.
Багато ліній модних ляльок були натхненні Барбі або запущені як її альтернатива. У 1962 році компанією Ideal Toy Company була створена лялька Теммі (англ. Tammy). Рекламована як «лялька, яку ви любите одягати», Теммі зображували як американську дівчинку-підлітка, радше як «сусідську дівчину» (англ. girl next door), на відміну від космополітичного образу Барбі. У 1963 році британською компанією Pedigree Dolls & Toys була створена Сінді (англ. Sindy) як суперниця Барбі з красивою зовнішністю.

### Трессі
Компанія American Character Doll Company випустила модну ляльку Трессі (англ. Tressy) в 1963 році, щоб конкурувати з Барбі. Спочатку Трессі продавали як модну ляльку розміром 29 см (11½ дюймів), а після того, як її придбала компанія Ideal Toy Company, наприкінці 1960-х років продавали як більшу ляльку для підлітків. Трессі мала волосся, довжину якого можна було регулювати, потягнувши за нього при натиснутій кнопці в середній частині ляльки; цей механізм дозволяв дітям робити зачіски в різних стилях. Наприкінці 1960-х — на початку 1970-х Ideal Toy Company випустив кілька інших великих модних ляльок з волоссям із регульованою довжиною. Розмір ляльки Кріссі (англ. Crissy) та її друзів — 36 см (16 дюймів), а ляльки Вельвет (англ. Velvet) та друзів — 46 см (18 дюймів).
Лялька Дейзі (англ. Daisy) британської дизайнерки Мері Квант 1973 року мала великий вибір сучасного модного одягу 1970-х, розробленого самою Квант.

### Фулла
Лялька Фулла (англ. Fulla, араб. فُلَّة) продається дітям ісламських країн та країн Близького Сходу як альтернатива Барбі. Концепція її розвинулась приблизно в 1999 році, у продажі в магазинах Фулла з'явилася наприкінці 2003 року.

### Братц
Модні ляльки Братц (англ. Bratz), випущені 2001 року, розроблені Картером Браянтом та виготовлені каліфорнійською компанією іграшок MGA Entertainment. Вони відрізняються великою головою на худому тілі та пишними виблискуючими губами.

### Пізніші ляльки Mattel
Для конкуренції з Bratz у 2002 році компанія Mattel представила лінію модних люльок «My Scene», а у 2003 — лінію «Flavas».
У 2010 році компанія Mattel випустила лінію ляльок «Школа монстрів» (англ. Monster High), засновану на фантастичних монстрах-підлітках. Згодом, у 2013 році, вони запустили додатковий продукт під назвою «Казкова школа» (англ. Ever After High), натхненний казковими персонажами. У 2016 році обидві лінії пройшли масове перезавантаження та незабаром після цього були припинені. Також у 2016 році компанія Mattel запустила лінію іграшкових тварин на тему франшизи «Енчантімалс» (англ. Enchantimals); спочатку ляльки були допоміжним продуктом «Ever After High», але незабаром стали окремою лінією.

### Ляльки Ламма
У 2014 році художник Ніколай Ламм представив модну ляльку Ламмілі (нім. Lammily), засновану на дослідженні Ламма, яке порівнювало фігуру Барбі з розмірами середньої молодої 19-річної жінки.

### Азійські ляльки
Так звані азійські модні ляльки виготовляються азійськими виробниками та в основному орієнтовані на азійський ринок. Ляльки Блайз (англ. Blythe) із великими головами та очима, що змінюють колір, спочатку були виготовлені американською компанією Kenner, але тепер їх виробляє японська компанія Takara. Ще одна лялька з великою головою, Пулліп (англ. Pullip), була створена у 2003 році в Кореї. Японські модні ляльки, які продаються дітям, включають Лікку (Лікка-тян, англ. Licca-chan, випущена в 1967 році) і Дженні (англ. Jenny, випущена в 1982 році) виробництва Takara Tomy.

### Дорослі колекціонери
У середині 1990-х з'явилися модні ляльки більшого розміру, які в основному продавалися дорослим колекціонерам. Серед них Джин Маршалл від компанії Ashton-Drake Galleries (нині Bradford Exchange), Тайлер Вентворт від Tonner Doll Company та Александра Ферчайлд Форд від Madame Alexander Doll Company. Їхній зріст від 15,5 до 16 дюймів (39-41 см), більший за розміри типових модних ляльок, які продаються як дитячі іграшки. У 2005 році лондонські художники Десмонд Лінгард і Чарльз Феген створили Сибарит (англ. Sybarites), 16-дюймову полімерну (гумову) авторську модну ляльку для дорослих колекціонерів.

### Ляльки-знаменитості
У 1934 році з'явилася перша лялька-копія знаменитості, компанія American Ideal Toy створила ляльку з локонами на честь актриси Ширлі Темпл, відомої своїми дитячими ролями. Сучасними ляльками-копіями знаменитостей відома компанія Mattel, яка випускала ляльок, схожих на акторів, спортсменів тощо. У 2011 році серію ляльок, схожих на знаменитостей, запустила нью-йоркська компанія Bezel Doll Group, першими прототипами стали актори Джонні Депп та Анджеліна Джолі, співачка Шер. Ціна перших ляльок становила від 27,95 (мовчазна лялька) до 39,99 долара (лялька, яка вміє говорити).